# Sin With Sebastian
Sebastian Roth, mais conhecido como Sin With Sebastian (Neustadt an der Weinstraße, 20 de setembro de 1971), é um cantor, compositor e produtor alemão de eurodance. Ele é mais conhecido conhecido pelos seus hits de 1995 "Shut Up (and Sleep with Me)" e "Golden Boy"; ambos fizeram bastante sucesso no continente europeu e na América do Norte, principalmente em clubes gays.

## Biografia
Sebastian Roth nasceu em Neustadt an der Weinstraße, na Alemanha, em 20 de setembro de 1971, onde viveu parte de sua juventude. Já quando criança, ele teve uma visão de combinar o Elemento e um Vocal Operatic no Tema Classic Star Treck com "The Model" do Early Kraftwerk. Depois de completar seus estudos de design, ele se mudou para Londres para obter melhores oportunidades. Ele conseguiu um emprego em um pequeno teatro no West End e, ao mesmo tempo, ele escrevia suas próprias canções. Sebastian conheceu Neil Tennant e Chris Lowe, os membros do Pet Shop Boys, que lhe persuadiu a fazer uma carreira musical.
Logo em seguida, ele comprou alguns sintetizadores e alugou um estúdio para gravar vocais para produzir demos. Os irmãos famosos produtores Inga & Annette Humpe ouviram estas demos e adicionaram mais produções que contribuíram para que um hit nascesse: Shut Up (and Sleep with me). Demorou quase três anos para a música "Shut Up (and Sleep with Me)" ser produzida e concluída para ser um grande sucesso. Um álbum completo, "Golden Boy", foi gravado na Boogie Park Studios (Alemanha) em outubro de 1995 e lançado em dezembro de 1995. Tendo como influência Boy George, Jimmy Sommerville e os Pet Shop Boys e apostando na androginia de seu personagem, as canções de Sin With Sebastian se tornaram um grande fenômeno na cena clube gay. Um segundo álbum foi planejado, mas nunca foi lançado por razões até então desconhecidas.
Após anos sem lançamentos, o Sin With Sebastian reapareceu em 2007 com uma nova formação; Adicionando o guitarrista Tom Steinbrecher para lançar dois singles, "Fuck You (I am in Love)" e "That´s all? I´m not satisfied".

## Discografia

### Álbuns
- "Golden Boy" (1995)[5]

1. Shut Up (And Sleep With Me) - 3:43
2. Put It On - 3:28
3. Golden Boy - 3:47
4. He Belongs To Me - 3:41
5. Jungle Of Love - 4:24
6. Birthday Baby (Tokio Version) - 3:13
7. Don't Go Away - 3:44
8. When Things Go Wrong - 4:47
9. I'll Wait For You - 4:44
10. Right Or Wrong - 3:48
11. The Journey Ends (Reprise) - 6:01
12. Shut Up (And Sleep With Me) (George Morel Remix) - 7:17

### EPs
- 2008: "Punk Pop!"
- 2018: "Punk POP! 2"

### Singles
- "Shut Up (and Sleep with Me)" (1995)
- "Golden Boy" (1995)
- "He Belongs to Me" (1997) (com Marianne Rosenberg)
- "Fuck You (I Am in Love)" (2007)
- "That's All? (I'm Not Satisfied)" (2010)
- "Wake Up" (2011) (com Dolly Buster)
- "Put It On (Come On) Festival Radio Edit" (2019)
- "Boys and Girls" (2020)